# Borne (Dolsk)
Borne (niem. do 1945 r. Borne) – osada wsi Dolsk w Polsce, położona w województwie zachodniopomorskim, w powiecie myśliborskim, w gminie Dębno.
W latach 1975–1998 osada administracyjnie należała do woj. gorzowskiego.
Wraz ze wsią Dolsk oraz Turze i Skrodno stanowi sołectwo Dolsk. Osada leży na północnym brzegu jeziora Postne. Według danych z 2015 r. liczyła 3 mieszkańców.

## Nazwa
Nazwa wywodzi się od nazwiska von dem Borne, właścicieli Barnówka od poł. XVII w.

## Historia
W 1905 r. osada liczyła 2 domy i 25 mieszkańców.

## Gospodarka
Leśnictwo Borne wchodzi w skład Nadleśnictwa Dębno, obręb Dębno – pow. 191,64 ha. Na terenie Leśnictwa Borne znajduje się szkółka gospodarcza o powierzchni 12,36 ha, której głównym zadaniem jest produkcja sadzonek drzew i krzewów na potrzeby Nadleśnictwa, jak również zalesień prywatnych gruntów porolnych oraz wprowadzenia zadrzewień pozaleśnych.

## Edukacja
Uczniowie uczęszczają do szkoły podstawowej w Różańsku i gimnazjum publicznego w Smolnicy.

## Atrakcje turystyczne
- Dwa gniazda orła bielika – pomniki przyrody
- Przez osadę przebiegają szlaki turystyczne:  „Szlak lasów i jezior”